# Mysta papillifera
Mysta papillifera är en ringmaskart som beskrevs av Jakob Gustaf Gösta Theel 1879. Mysta papillifera ingår i släktet Mysta och familjen Phyllodocidae. Inga underarter finns listade i Catalogue of Life.